# 中田祥多
中田 祥多（なかた しょうた、1990年2月22日 - ）は、兵庫県西宮市出身の元プロ野球選手（捕手、右投右打）、プロ野球コーチ。

## 経歴

### プロ入り前
鳴門市立鳴門工業高等学校2年までは大阪桐蔭の岡田雅利と並び、高校生捕手としてトップクラスの評価を受けていた。しかし度重なるケガに悩まされ、3年春に右肩を故障。
2007年10月3日に行われた高校生ドラフト会議で埼玉西武ライオンズに6巡目で指名され、10月20日に契約金2500万円、年俸600万円で仮契約を結んだ。背番号は64。

### 西武時代

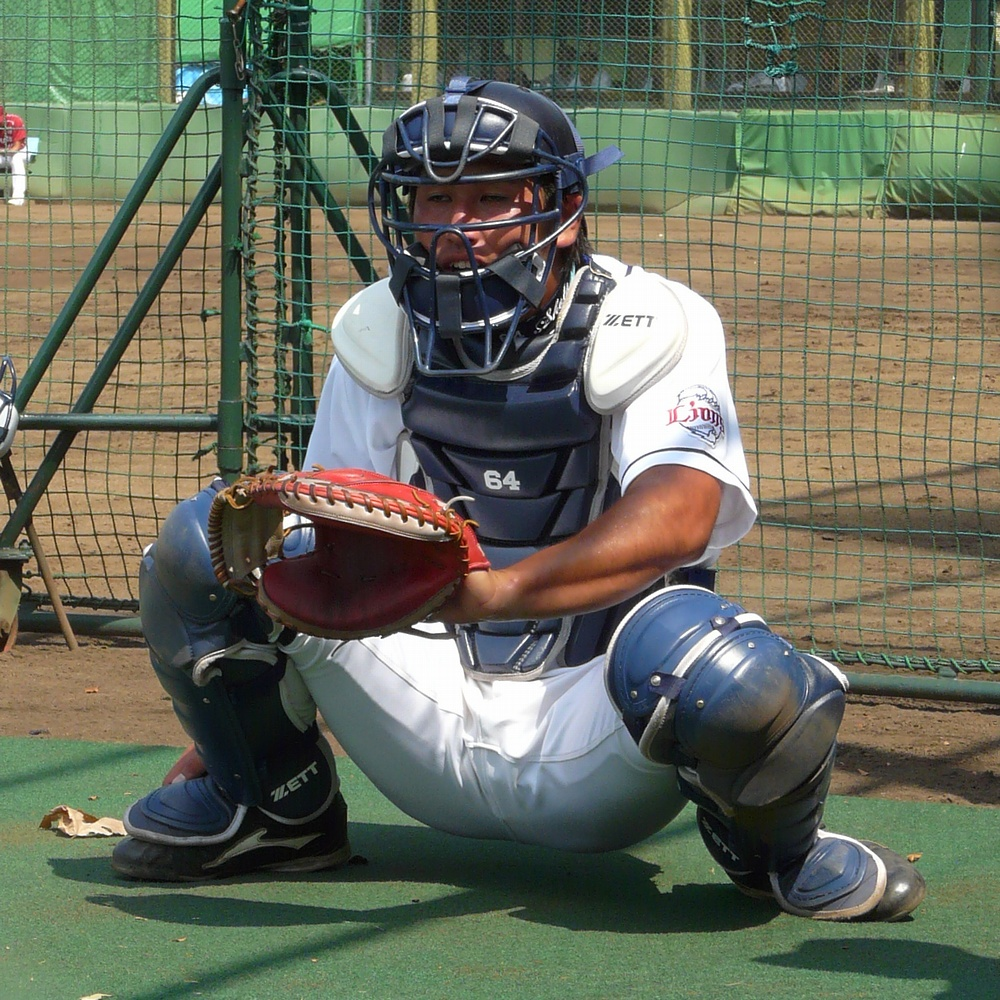
2010年8月26日

2008年は二軍で18試合に出場し、打率.074、2打点だった。
2009年は二軍で54試合に出場。打率.244、1本塁打、12打点だった。
2010年は右肘の靱帯再建手術を行い、二軍では5試合の出場にとどまった。
2011年は故障の影響もあり、二軍で9試合の出場に終わった。オフの11月17日に戦力外通告を受け、12月2日に育成選手として契約したことが発表された。
2012年7月25日に支配下選手登録された。背番号は以前着用していた64。10月6日に行われたホーム最終戦の対千葉ロッテマリーンズ戦の9回裏に中村剛也の代走としてプロ初出場、サヨナラのホームを踏んだ。10月7日の対オリックス・バファローズ戦では先発出場を果たした。この年は一軍で2試合に出場。二軍では58試合の出場で、打率.184だった。オフに小石博孝、中﨑雄太と共にオーストラリアン・ベースボールリーグのメルボルン・エイシズに派遣され、ウインターリーグに参加した。
2013年は二軍で69試合に出場し、打率.222、8本塁打、21打点、4盗塁だった。契約更改では現状維持の650万円でサイン。
2014年は二軍で57試合に出場。打率.230、7打点だった。契約更改では現状維持の650万円でサイン。
2015年は開幕を二軍で迎えたが、8月21日に一軍登録された。昇格後は8試合に出場したが、9打数無安打5三振に終わり、9月11日に登録を抹消。この年は3年ぶりの一軍登録となったが、プロ初安打は記録できずに終わった。二軍では66試合の出場で、打率.264、3本塁打、14打点、1盗塁だった。契約更改では30万円増の680万円でサイン。
2016年は二軍で65試合に出場し、打率.267、2本塁打、6打点だった。一軍での出場はなく、11月30日に行われた契約更改では100万円減の580万円でサインした。
2019年は右眼球中心性漿液性脈絡網膜症を4月に発症し、戦線離脱。星孝典が現役復帰する遠因となった。その後復帰すると8月に岡田雅利の長期離脱を受けて、4年ぶりに一軍昇格。同月8日の県営大宮球場での対東北楽天ゴールデンイーグルス戦の6回裏にアラン・ブセニッツからライト前にプロ初安打を放った。プロ入り12年目での初安打は野手入団選手としては最遅記録だった。この年は8月7日、8日に2試合連続先発出場を果たしたが、8月30日に登録抹消されるまでこの2試合のみの出場に終わった。シーズンオフに戦力外通告を受けて現役引退を決断。10月25日に任意引退公示した。11月30日のファン感謝イベントで、同じく引退する大石達也と斉藤彰吾ともに挨拶をし、「（プロ野球選手として）12年の通算安打数は今年の1本。2000本安打を目指してやってきたのですが、このままのペースだと2万4000年かかるということなので、引退することを決意しました」と、ユーモア溢れるスピーチで会場に詰めかけたファンを沸かせた。

### 引退後
2019年10月26日、2020年シーズンより西武のブルペン捕手に就任することが発表された。
2021年11月3日、ファームバッテリーコーチへの就任が発表された。背番号は96。2023年からは三軍バッテリーコーチを荒川雄太が担当するため、肩書きは二軍バッテリーコーチとなった。2025年からは一軍バッテリーコーチに配置転換された。

## 選手としての特徴・人物
高校時代は投手の球を受けてから二塁までの送球タイムは1.7秒台とトッププラスの数字を叩き出し、西武入団後も強肩捕手として将来を有望視されていた。
明るいキャラクターで、西武入団後はチームを鼓舞するだけでなく、熱心に後輩を指導する欠かせない存在となった。二軍では自らの技術を磨くだけでなく、ブルペンで後輩投手らのボールを受け続け、配球の組み立てを共に考えたり、助言を送っていた。中田は「今井（達也）もそうですし、（髙橋）光成もそうだし、自分がボールを受けた投手が一軍で活躍してくれるのはものすごく嬉しいです。『おまえは上でやっていかないといけない投手。二軍でやっている場合じゃない』といった気の持ちようから、こういう球種でストライクを取れば投球の幅が広がるといった話まで、いろいろなことを話しましたね。やっぱり捕手の醍醐味はそういうところに尽きるな、と」と語っている。また、一軍に昇格して間もない今井が「僕を1番理解してくれているのは中田さんです」と周囲に語っていたことを耳にし、捕手冥利に尽きる言葉に喜んだという。
西武入団後は強力なライバル選手の存在などから出場機会に恵まれず、「年齢が下の選手がどんどん入ってきて、一軍でヒットを打ったり、ホームランを打ったりする姿を見ると、うらやましかった。『俺も、あの舞台で打たなあかんのに』という焦りは日に日に増していきました。もちろん、同じポジションの森（友哉）や岡田（雅利）が活躍すれば、悔しさも感じました。でも、気持ちが切れたことは1度たりともなかった。まわりからは『腐らずにがんばれよ』とよく言われていたけれど、自分には無縁の話でした。『いつかやってやる』という思いは、常に持ち続けていました」と振り返っている。
ブルペン捕手就任後、イップスに悩まされていた藤田航生の球を受けていたとき、よく藤田を励まして、イップスの相談相手にもなっていた。藤田からは甚く感謝され、「人の心の痛みが分かる方」と評された。その経験から藤田自身も人の心の痛みが分かるようになり、引退後に理学療法士を志すきっかけにもなったという。

## 詳細情報

### 年度別打撃成績
| 年 度     | 球 団     | 試 合 | 打 席 | 打 数 | 得 点 | 安 打 | 二 塁 打 | 三 塁 打 | 本 塁 打 | 塁 打 | 打 点 | 盗 塁 | 盗 塁 死 | 犠 打 | 犠 飛 | 四 球 | 敬 遠 | 死 球 | 三 振 | 併 殺 打 | 打 率 | 出 塁 率 | 長 打 率 | O P S |
| --------- | --------- | ----- | ----- | ----- | ----- | ----- | -------- | -------- | -------- | ----- | ----- | ----- | -------- | ----- | ----- | ----- | ----- | ----- | ----- | -------- | ----- | -------- | -------- | ----- |
| 2012      | 西武      | 2     | 3     | 3     | 1     | 0     | 0        | 0        | 0        | 0     | 0     | 0     | 0        | 0     | 0     | 0     | 0     | 0     | 0     | 0        | .000  | .000     | .000     | .000  |
| 2015      | 西武      | 8     | 12    | 9     | 0     | 0     | 0        | 0        | 0        | 0     | 0     | 0     | 0        | 1     | 0     | 2     | 0     | 0     | 5     | 0        | .000  | .182     | .000     | .182  |
| 2019      | 西武      | 2     | 9     | 8     | 0     | 1     | 0        | 0        | 0        | 1     | 0     | 0     | 0        | 1     | 0     | 0     | 0     | 0     | 4     | 0        | .125  | .125     | .125     | .250  |
| 通算：3年 | 通算：3年 | 12    | 24    | 20    | 1     | 1     | 0        | 0        | 0        | 1     | 0     | 0     | 0        | 2     | 0     | 2     | 0     | 0     | 9     | 0        | .050  | .136     | .050     | .186  |

### 年度別守備成績
| 年 度 | 球 団 | 捕手  | 捕手  | 捕手  | 捕手  | 捕手  | 捕手     | 捕手  | 捕手     | 捕手     | 捕手     | 捕手     |
| 年 度 | 球 団 | 試 合 | 刺 殺 | 補 殺 | 失 策 | 併 殺 | 守 備 率 | 捕 逸 | 企 図 数 | 許 盗 塁 | 盗 塁 刺 | 阻 止 率 |
| ----- | ----- | ----- | ----- | ----- | ----- | ----- | -------- | ----- | -------- | -------- | -------- | -------- |
| 2012  | 西武  | 1     | 6     | 1     | 0     | 0     | 1.000    | 0     | 2        | 1        | 1        | .500     |
| 2015  | 西武  | 8     | 25    | 1     | 1     | 0     | .963     | 0     | 5        | 5        | 0        | .000     |
| 2019  | 西武  | 2     | 12    | 0     | 0     | 0     | 1.000    | 0     | 0        | 0        | 0        | ----     |
| 通算  | 通算  | 11    | 43    | 2     | 1     | 0     | .978     | 0     | 7        | 6        | 1        | .143     |

### 記録
初記録
- 初出場：2012年10月6日、対千葉ロッテマリーンズ24回戦（西武ドーム）、9回裏に中村剛也の代走として出場
- 初先発出場：2012年10月7日、対オリックス・バファローズ24回戦（京セラドーム大阪）、「8番・捕手」として先発出場
- 初打席：同上、2回表に前田祐二から三塁ゴロ
- 初安打：2019年8月8日、対東北楽天ゴールデンイーグルス14回戦（埼玉県営大宮公園野球場）、6回裏にアラン・ブセニッツから右前安打

### 背番号
- 64（2008年 - 2011年、2012年7月26日 - 2019年）
- 121（2012年 - 同年7月25日）
- 105（2020年 - 2021年）
- 96（2022年[23] - ）